# Newsy Lalonde
Édouard Charles „Newsy“ Lalonde  (* 31. Oktober 1887 in Cornwall, Ontario; † 21. November 1970 in Montreal, Québec) war ein kanadischer Eishockeyspieler, der von 1917 bis 1927 für die Montréal Canadiens und New York Americans in der National Hockey League spielte.

## Karriere
Als Jugendlicher arbeitete er bei einer Zeitung in Cornwall als Drucker und Reporter. Hier bekam er auch seinen Spitznamen „Newsy“. Schon 12 Jahre vor der Gründung der National Hockey League spielte Newsy mit 19 Jahren sein erstes professionelles Eishockeyspiel in Woodstock. Drei Jahre später war er dabei, als der Canadian Athletic Club, der Vorgänger der Montréal Canadiens im „Jubilee Rink“ auf Natureis sein erstes Spiel machte. Er spielte in den frühen Jahren auch in Toronto, Regina und Vancouver. Mit den Canadiens gewann er 1916 seinen einzigen Stanley Cup. Als die NHL gegründet wurde, war er bereits 30 Jahre alt, doch war er in den ersten Jahren einer der Topscorer. Zweimal führte er die Scorerliste an, in den ersten vier Jahren war er immer unter den Top 4. Nach der fünften Saison wurde er für 3.500 $ und die Rechte an Aurèle Joliat nach Saskatoon geschickt. Er kehrte noch für ein Spiel mit den New York Americans in die NHL zurück.
Newsy war aber nicht nur einer der besten Eishockeyspieler seiner Zeit, er war wohl der beste kanadische Lacrossespieler der ersten Hälfte des 20. Jahrhunderts. Mit Lacrosse verdiente er mehr Geld als mit Eishockey.
Der Börsenkrach 1929 brachte ihn um große Teile seines Vermögens.
1950 wurde er mit der Aufnahme in die Hockey Hall of Fame geehrt.

## Sportliche Erfolge
- Stanley Cup: 1916

### Persönliche Auszeichnungen
- NHL-Topscorer: 1919 und 1921 (später wurde hierfür die Art Ross Trophy vergeben)
- Bester Torschütze: 1919 gemeinsam mit Odie Cleghorn (später wurde hierfür die Maurice Richard Trophy vergeben)

## Rekorde
- 5 Tore in einem Playoff-Spiel (1. März 1919; Canadiens – Senators 6:3) zusammen mit Maurice Richard, Darryl Sittler, Reggie Leach und Mario Lemieux)